# Adolfo Ballivián Grimwood
Adolfo Ballivián Grimwood (11 de septiembre de 1852 - 1940) fue un estadista y diplomático boliviano, ejerciendo de cónsul general de Bolivia en Inglaterra y Brasil. Era nieto del general y expresidente de Bolivia, José Ballivián, e hijo del expresidente Adolfo Ballivián.
Entre 1907 y 1908 Adolfo Ballivián asumió el cargo de Delegado Nacional en el Territorio Nacional de Colonias del Noroeste, realizando numerosas obras públicas en Puerto Bahía (actual ciudad de Cobija) con el fin de establecer un nuevo puesto aduanero sobre el río Acre. Durante su gestión como delegado se regularizó la provisión de alimentos al personal civil y militar de Cobija, y así mismo fue jefe de la comisión boliviana demarcadora de límites con Brasil.